# Aerangis splendida
Aerangis splendida é uma espécie de orquídea monopodial epífita, família Orchidaceae, que habita Malawi e Zâmbia.